# Clematis dasyandra
Clematis dasyandra är en ranunkelväxtart som beskrevs av Carl Maximowicz. Clematis dasyandra ingår i släktet klematisar, och familjen ranunkelväxter. Inga underarter finns listade i Catalogue of Life.